# Nguyễn Đình Khôi
Nguyễn Đình Khôi (sinh ngày 01 tháng 05 năm 1998) là một vận động viên Taekwondo Việt Nam. Anh là thành viên đội tuyển Taekwondo Việt Nam.

## Sự nghiệp
Trần Hồ Duy, Nguyễn Đình Khôi, Nguyễn Thiên Phụng giành huy chương vàng Taekwondo nội dung Quyền tiêu chuẩn đồng đội nam tại SEA Games 31. 

## Thành tích nổi bật

### Thể thao
| Năm  | Giải đấu                         | Nơi diễn ra | Thành tích      | Nguồn |
| ---- | -------------------------------- | ----------- | --------------- | ----- |
| 2022 | Đại hội Thể thao Đông Nam Á 2021 | Philippines | Huy chương vàng | [ 1 ] |